# بانوی پیشگوی
بانوی پیشگوی (به انگلیسی: Lady Oracle) نام رمانی اثر مارگارت اتوود نویسنده کانادایی است که در سال ۱۹۷۶ منتشر شد. این اثر سومین رمان مارگارت اتوود است.
جون فاستر، که سایهٔ شوم یک مادرسالار بر گذشته‌اش سایه افکنده، تصمیم می‌گیرد نویسنده رمان‌های تاریخی عامه‌پسند شود و زندگی مستقلی آغاز کند، اما سرخوردگی‌های مکرر عاطفی در نهایت او را به سوی سرنوشتی غریب سوق می‌دهد. جون به این نتیجه می‌رسد که برای شروع دوباره زندگی، ابتدا باید بمیرد— بانوی پیشگو، ترجمه سهیل سمی، نشر ققنوس